# دانيل هارفي
دانيل هارفي (بالإنجليزية: Daniel Harvie)‏ (14 يوليو 1998 بغلاسكو في المملكة المتحدة - ) هو لاعب كرة قدم بريطاني في مركز الهجوم. شارك مع منتخب اسكتلندا تحت 17 سنة لكرة القدم. أما مع النوادي، فقد لعب مع نادي أبردين.

## وصلات خارجية
- دانيل هارفي على موقع الاتحاد الأوربي (الإنجليزية)
- دانيل هارفي على موقع الاتحاد الإسكتلندي (الإنجليزية)
- دانيل هارفي على موقع قاعدة بيانات كرة القدم.إي يو (الإنجليزية)
- دانيل هارفي على موقع Soccerbase.com (لاعب) (الإنجليزية)
- دانيل هارفي على موقع Soccerway.com (الإنجليزية)
- دانيل هارفي على موقع عالم كرة القدم.نت (الإنجليزية)